# Il mio piede sinistro
Il mio piede sinistro (My Left Foot: The Story of Christy Brown) è un film del 1989 diretto da Jim Sheridan, tratto dall'omonimo libro che racconta la vita di Christy Brown, scrittore e pittore irlandese, nato con un handicap fisico molto grave: l'unica parte del corpo di cui possiede ogni funzione è il piede sinistro.
Il film è interpretato da Daniel Day-Lewis, che per l'occasione ha voluto imparare a scrivere con l'estremità del piede. L'interpretazione gli varrà il suo primo Oscar come miglior attore protagonista.

## Trama
Christy Brown, tredicesimo figlio di famiglia operaia e affetto da paralisi cerebrale, riesce progressivamente a controllare il piede sinistro e a utilizzarlo per diventare un apprezzato pittore e scrittore. Sostenuto amorevolmente dalla famiglia e soprattutto dalla madre, Christy diventerà una persona rispettata da tutti e riuscirà a convolare a nozze con la sua infermiera.

## Riconoscimenti
- 1990 - Premio Oscar
  - Miglior attore protagonista a Daniel Day-Lewis
  - Miglior attrice non protagonista a Brenda Fricker
  - Candidatura al miglior film a Noel Pearson
  - Candidatura alla migliore regia a Jim Sheridan
  - Candidatura alla migliore sceneggiatura non originale a Jim Sheridan e Shane Connaughton
- 1990 - Golden Globe
  - Candidatura al miglior attore in un film drammatico a Daniel Day-Lewis
  - Candidatura alla miglior attrice non protagonista a Brenda Fricker
- 1990 - British Academy Film Awards
  - Miglior attore protagonista a Daniel Day-Lewis
  - Miglior attore non protagonista a Ray McAnally
  - Candidatura al miglior film
  - Candidatura alla migliore sceneggiatura non originale a Jim Sheridan e Shane Connaughton
  - Candidatura al miglior trucco a Ken Jennings
- 1990 - Boston Society of Film Critics
  - Miglior attore protagonista a Daniel Day-Lewis
  - Miglior attrice non protagonista a Brenda Fricker
- 1990 - Chicago Film Critics Association
  - Candidatura al miglior attore protagonista a Daniel Day-Lewis
- 1989 - European Film Awards
  - Candidatura al miglior attore protagonista a Daniel Day-Lewis
  - Candidatura alla miglior regia a Jim Sheridan
  - Candidatura al miglior primo film a Jim Sheridan
- 1990 - Independent Spirit Awards
  - Miglior film straniero a Jim Sheridan
- 1990 - David di Donatello
  - Miglior produttore straniero a Noel Pearson
- 1989 - Los Angeles Film Critics Association
  - Miglior attore protagonista a Daniel Day-Lewis
  - Miglior attrice non protagonista a Brenda Fricker
- 1989 - New York Film Critics Circle Awards
  - Miglior film
  - Miglior attore protagonista a Daniel Day-Lewis
  - Candidatura alla miglior attrice non protagonista a Brenda Fricker
- 1990 - Angers European First Film Festival
  - Miglior film a Jim Sheridan
- 1990 - Evening Standard British Film Awards
  - Miglior attore protagonista a Daniel Day-Lewis
- 1991 - Guild of German Art House Cinemas
  - Miglior film straniero a Jim Sheridan
- 1990 - London Critics Circle Film Awards
  - Attore dell'anno a Daniel Day-Lewis
- 1989 - Montreal World Film Festival
  - Miglior attore a Daniel Day-Lewis
  - Menzione Speciale a Brenda Fricker
  - Premio Speciale della Giuria Ecumenica a Jim Sheridan (Regista) e Daniel Day-Lewis (Attore)
- 1989 - National Board of Review Award
  - Migliori dieci film
- 1990 - National Society of Film Critics
  - Miglior attore protagonista a Daniel Day-Lewis
  - Candidatura alla miglior attrice non protagonista a Brenda Fricker
- 1990 - Writers Guild of America
  - Candidatura al WGA Award a Jim Sheridan e Shane Connaughton
- 1990 - Young Artist Award
  - Miglior film per la famiglia
  - Miglior giovane attore non protagonista a Hugh O'Conor

Nel 1999 il British Film Institute l'ha inserito al 53º posto della lista dei migliori cento film britannici del XX secolo.